# Langenscheidt Vokabeltrainer
Der Langenscheidt Vokabeltrainer ist ein vom Theologen Jörg Michael Grassau entwickelter und von Langenscheidt vertonter und vertriebener Vokabeltrainer. Er basiert auf dem Lernkartei-System von Sebastian Leitner. 

## Kostenlose Sprachen und Lerninhalte
Für den Vokabeltrainer gibt es kostenlose Wortschätze in rund 25 Sprachen sowie sieben deutschen Dialekten. Diese sind von Benutzern des Vokabeltrainers erstellt, vom Software-Autor gegliedert und von dessen Website herunterladbar. Neben den Sprachen erhält man dort weitere Lernschätze aus Fachgebieten wie Botanik, Chemie, Geographie (z. B. Hauptstädte, Kraftfahrzeugkennzeichen), Geschichte, Jura, Mythologie, Kommunikation (z. B. Morsealphabet, Blindenschrift), Literaturwissenschaften, Mathematik (z. B. Grundrechenarten), Medizin, Naturwissenschaften, Physik und Theologie. 

## Vertonte Versionen
Kostenpflichtig sind dagegen die vertonten Wortschätze, die in vier Fremdsprachen sowie Deutsch von Langenscheidt sowie in drei Altsprachen vom Autor selbst beigesteuert wurden. Diese Wortschätze bilden den Wortschatz der von den deutschen Volkshochschulen angebotenen internationalen Sprachdiplomprüfungen A1, A2, B1 und B2 ab. Dies liegt in der ersten Fremdsprache (zumeist Englisch) etwas über Realschul-, in den anderen Sprachen knapp unter Abiturniveau. Pro Sprache sind dies jeweils etwa 3300 beidsprachig vertonte Worte sowie ebenso viele vertonte Beispielsätze. Zudem sind die Vokabeln vieler gedruckter Lehrwerke und PC-Lernkurse von Langenscheidt sowie ab Version 4 vertonte Beispielsätze dazu enthalten. 
Die vertonte Version existiert in den Sprachen Englisch, Französisch, Italienisch, Spanisch, Latein und Business Englisch. Jede der Versionen enthält auch die Vertonungen der Deutschen Sprache. Ferner ist von Vandenhoeck & Ruprecht eine Dreifach-Sprachversion in den Altsprachen Hebräisch, Griechisch und Latein erhältlich. Die kostenlosen Beigaben zum Vokabeltrainer können aus jeder dieser sechs Versionen genutzt werden. Weiter Fortgeschrittene über Niveau B2 hinaus (C-Niveau) können Vokabeln aus dem unvertonten Zusatzwörterbuch mit 40.000 Stichwörtern auf Klick übernehmen, eigene Vokabeln ergänzen oder aus einer Textdatei importieren. Der Sprachanfänger hingegen findet ein hinreichendes vertontes Materialangebot.

## Lernvarianten
Zum Lernen der Vokabelschätze stehen verschiedene Methoden auf Grundlage des Lernkartei-Systems zur Verfügung: Export zum MP3-Player, Ausdrucken als papiergebundene Lernkartei, Memoryspiel und Liste, Abfrage mit Spracherkennung, Diktat, Lückentexttest, gezieltes Ansehen, automatisches Abspielen mit Pause vor der Lösungseinblendung (genannt Superlearning), Kreuzworträtsel, Zuordnen, Multiple Choice, Suchrätsel und Prüfungsmodus.

## Tutorien und Konjugationstrainer
Die Wortschätze sind in einen Basis- (Niveau A1, A2) und Aufbauwortschatz (Niveau B1, B2) aufgeteilt und nach Sachgebieten sortiert. Für den Lernanfänger lässt sich sinnvollerweise der gesamte vertonte Sprachschatz einer Sprache (oder ein beliebiger anderer Wortschatz) durch ein einmalig zu konfigurierendes Tutorium lernen, das den Lehrstoff über Wochen, Monate oder Jahre verteilt sowie automatisch in länger werdenden Abständen die Wiederholungen einplant – auf Wunsch auf ein Zieldatum gerichtet oder streng nach dem System von Sebastian Leitner. 
Zudem steht ein Konjugationstrainer mit 1200 Verbtabellen zur Verfügung. Dieses Training kann dabei auf bestimmte Lernziele fokussiert werden, wie z. B. auf bestimmte Zeiten, gepaart mit einer gezielten Verbauswahl (z. B. Hilfs-, Modalverben, oder diskrete Verbauswahl).

## Sonstiges
Die Software wurde 2003 und 2007 mit dem Comenius-Siegel für herausragende Multimedia-Produkte ausgezeichnet.